# Lasipalatsi
Lasipalatsi („Skleněný palác“) je víceúčelová funkcionalistická budova ve finské metropoli Helsinkách. Nachází se na ulici Mannerheimintie ve čtvrti Kamppi. V jeho blízkosti se nachází helsinské autobusové nádraží, které bylo na počátku 21. století přemístěno do podzemí. Organizace Docomomo International zařadila Lasipalatsi mezi nejvýznamnější modernistické budovy ve Finsku.
Stavba vznikla na místě kasáren Turun kasarmi, zničených za finské občanské války. Studenti architektury Helsinské technické univerzity Viljo Revell, Heimo Riihimäki a Niilo Kokko pak přišli s návrhem postavit na prázdné parcele moderní prosklenou budovu ze železobetonu. Výstavba probíhala v letech 1935–1936. V Lasipalatsi sídlily obchody, kanceláře, zmrzlinový bar HOK a premiérové kino Bio Rex. Budova se stala centrem společenského života, její odvážné aerodynamické tvary, velká okna a četné neonové reklamy ztělesňovaly pokrok a sebevědomí nezávislého Finska.
Palác byl zamýšlen jako provizorium, po válce měl být zbořen a nahrazen výškovou budovou, avšak obyvatelé Helsinek si stavbu oblíbili a opakovaně protestovali proti demolici. Nejistý osud objektu vedl k postupnému chátrání, teprve v devadesátých letech bylo rozhodnuto o jeho zachování a v letech 1995–1998 byl rekonstruován za peníze evropského programu URBAN I. Byl z něj vysílán ranní program stanice Yleisradio a sídlila zde pobočka městské knihovny, později přestěhovaná do nové budovy Oodi. V roce 2018 bylo v budově otevřeno výtvarné muzeum Amos Rex. Nadace provozující muzeum také chce od vedení města odkoupit většinový podíl ve vlastnictví objektu. Nachází se zde rovněž prestižní restaurace a kavárna. 
Na prostranství před Lasipalatsi rostl památný strom Lasipalatsin salava (vrba obloukovitá), který pamatoval stavbu kasáren počátkem devatenáctého století. Byl zničen větrnou smrští v prosinci 2003, jeden z jeho řízků byl na místě vysazen v roce 2011.